# Elachiptera pollinosa
Elachiptera pollinosa är en tvåvingeart som beskrevs av Curtis W. Sabrosky 1938. Elachiptera pollinosa ingår i släktet Elachiptera och familjen fritflugor. Inga underarter finns listade i Catalogue of Life.